# فرودگاه سندتفت
فرودگاه سندتفت (به انگلیسی: Sandtoft Airfield) یک فرودگاه خصوصی است که یک باند فرود سنگفرش دارد و طول باند آن ۸۸۶ متر است. این فرودگاه در کشور انگلستان قرار دارد و در ارتفاع ۴ متری از سطح دریا واقع شده است.